# Orto botanico di Bogor

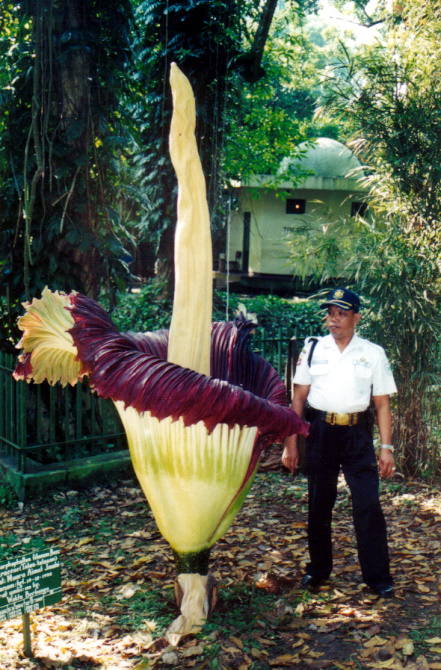
Conservazione dellAmorphophallus titanum ex-situ nell'orto botanico di Bogor

L'orto botanico di Bogor (in indonesiano: Kebun Raya Bogor) è un giardino botanico situato nel centro della città di Bogor, a 60 km a sud-est di Giacarta, in Indonesia. I giardini coprono oltre 80 ettari e sono adiacenti al Palazzo di Bogor (Palazzo Presidenziale).
Il giardino fu fondato nel 1817 a Buitenzorg (come allora si chiamava la città di Bogor), che significa "senza preoccupazione" in olandese) dal governo dell'Indie orientali olandesi; nel giardino furono raccolte in origine le piante che i Giavanesi utilizzavano per loro consumo famigliare o come medicamento, per studiarle e utilizzarle a scopo commerciale. In pochi anni raggiunse il valore di raccolta di specie da tutto il mondo, soprattutto provenienti dagli altri paesi asiatici, America ed Africa, con prevalenza da zone a comunicazione o controllo olandese.

## Collezioni
Oggi il giardino contiene più di 15.000 specie di alberi e piante. Ci sono 400 tipi di palme di dimensioni eccezionali lungo prati e viali. Le serre delle orchidee contengono circa 3.000 specie.
Nell'orto la pianta autoctona indonesiana 'Amorphophallus titanum è ospitata in cinque copie, tutte proveniente da Pagar Alam, Sumatra Meridionale, che rappresenta il maggior numero di esemplari tra giardini botanici. Gli ultimi eventi di fioritura hanno avuto luogo nel gennaio 2011 e il 3 luglio 2011.

## Direttori del giardino botanico
- 1817–1822: Caspar Georg Carl Reinwardt (1773-1854)
- 1823–1826: Carl Ludwig Blume (1789-1862)
- 1830–1869: Johannes Elias Teijsmann (1808-1882)
- 1869–1880: Rudolph Herman Christiaan Carel Scheffer (1844-1880)
- 1880–1910: Melchior Treub (1851-1910)
- 1918–1932: Willem Marius Docters van Leeuwen (1880-1960)
- 1932–1943: Hermann Ernst Wolff von Wülfing (1891-1945)
- 1943–1945: Takenoshin Nakai (1882-1952)
- 1946–1948: Lourens Baas Becking
- 1948-1949: Dirk Fok van Slooten (1891-1953)
- 1949–1959: Kusnoto Setyodiwirjo
- 1959–1969: Soedjana Kassan
- 1969–1981: Didin Sastrapradja
- 1981–1983: Made Sri Prana
- 1983–1987: Usep Sutisna
- 1987–1990: Sampurno Kadarsan
- 1990–1997: Suhirman
- 1997–2002: Dedi Darnaedi
- 2002–2008: Irawati
- 2008–2013: Mustaid Siregar
- 2013–2019: Didik Widyatmoko
- 2019–2021: R. Hendrian
- dal 2022: Sukma Surya Kusuma